# Julia Olimpia Michałowska
Julia Olimpia Michałowska z domu Ostrowska (ur. 18 grudnia 1807 w Ujeździe koło Tomaszowa Mazowieckiego, zm. 15 stycznia 1875 roku w Krakowie) – żona malarza Piotra Michałowskiego, działaczka filantropijna, reprezentantka interesów rodziny Ostrowskich w Galicji i Królestwie Kongresowym.

## Stosunki rodzinne
Była córką Antoniego hr. Ostrowskiego, właściciela dóbr ujezdzkich, i Józefy z Morskich (1789-1813). Wychowywała się w Warszawie, Ujeździe i Tomaszowie Mazowieckim, gdzie ojciec w roku 1812 wystawił pałac letniskowy w stylu klasycystycznym (obecnie mieści się w nim Muzeum im. hr. Antoniego Ostrowskiego w Tomaszowie Mazowieckim). Tu wiosną 1821 roku poznała Piotra Michałowskiego (1800-1855), wybitnego polskiego malarza, który w drodze na studia filologii klasycznej w Getyndze odwiedził siostrę Antoninę Józefę Marię Franciszkę z Michałowskich Ostrowską, drugą żonę hr. Antoniego Jana Ostrowskiego.
Po dwuletnim okresie narzeczeństwa 1 lutego 1831 r. poślubiła Piotra Michałowskiego. Mieli siedmioro dzieci: Stanisława (1832-1891), posiadacza ziemskiego, właściciela majątku Bolestraszyce; Juliusza (1834-1903), właściciela dwóch wsi w pow. ropczyckim (Borek Mały i Klęczany); przedwcześnie zmarłą Marię (1836-1843); Celinę (1837-1916), zakonnicę u Sióstr Niepokalanek w Jazłowcu, malarkę, autorkę literackiej biografii ojca pt. Piotr Michałowski. Rys życia, zawód artystyczny, działalność w życiu publicznym (Kraków 1911); Józefę (1841-1917), działaczkę społeczną, ofiarodawczynię obrazów ojca dla Muzeum Narodowego w Krakowie; Tadeusza (1844-1885); Marię Łempicką (1847-1920), właścicielkę wsi Krzysztoforzyce i (od r. 1891) Bolestraszyce, żonę Adama Łempickiego.

## Młodość
Julia Ostrowska po osiągnięciu pełnoletności zamieszkała w Tomaszowie Mazowieckim w budynku murowanym (przy ul. Jeziornej, ob. Farbiarskiej 18/20) wystawionym specjalnie dla niej na zlecenie ojca około roku 1825. W późniejszym czasie nosił on nazwę „domku hrabianki” lub „pałacyku”. Przebywała także w Warszawie w pałacu Ostrowskich na ulicy Mazowieckiej.  Niebawem została narzeczoną Michałowskiego, który w latach 1824-1829 spędzał w Tomaszowie Mazowieckim sporo wolnego czasu, tu wykonując (ok. roku 1824) Portret Antoniego Ostrowskiego (obecnie własność Muzeum Narodowego w Warszawie), jego córki Julii i podobizny innych członków rodziny Ostrowskich. W czerwcu 1830 r. wyjechała Julia wraz z ojcem do Niemiec, Szwajcarii, Francji i Belgii. Po wybuchu powstania listopadowego powróciła do kraju. W Tomaszowie Mazowieckim stanęła na czele komitetu filantropijnego wspierającego finansowo te rodziny, których ojcowie powołani zostali do armii Królestwa Kongresowego.

## Pobyt na wygnaniu
Po upadku powstania pozostała w kraju (będąc w ciąży), w Podgórzu koło Krakowa. Od roku 1833 towarzyszyła mężowi na emigracji w Paryżu (mieszkając przy ul. du Cherche Midi). Znając talent artystyczny męża popierała jego poświęcenie się malarstwu. Działalność artystyczna Piotra pozwoliła egzystować Michałowskim i wielodzietnej rodzinie Ostrowskich na odpowiednio wysokim poziomie. Na emigracji pomagała ojcu w zredagowaniu książki pt. Żywot Tomasza Ostrowskiego (tomy 1-2, Paryż 1836-1840). Antoni Ostrowski w liście z r. 1834 do brata Władysława Tomasza Ostrowskiego napisał o Julii Michałowskiej: „Jedyna to istota i pociecha dla mnie”.

## Interesy rodzinne
W roku 1835 przeniosła się wraz z mężem do Krakowa i zamieszkała w pałacu Wielopolskich. Tu czuwała nad interesami rodzinnymi. Starała się o uchylenie konfiskaty dóbr lub o uzyskanie odszkodowania finansowego. Przesyłała znaczne kwoty pieniężne na utrzymanie przebywającej na emigracji rodziny Ostrowskich. W roku 1837 osiadła w majątku męża w Krzysztoforzycach (pod Krakowem). Bywała też we wsi Bolestraszyce (pow. przemyski), którą później otrzymała jako wiano od ojca. W roku 1843 uzyskała odszkodowanie za Tomaszów Mazowiecki (w następnym roku Tomaszów otrzymał prawa miasta rządowego), dzięki czemu Ostrowscy zakupili we Francji majątek Les Madéres koło Tours. W latach 1844–1848 wyjeżdżała parokrotnie do Francji. Przebywała tam w majątku Ostrowskich. Czuwała przy ojcu w ostatnich dniach jego  życia (zm. 4 grudnia 1845 r.).

## Działalność społeczna
W roku 1849 pomogła mężowi założyć sierociniec (Zakład im. św. Józefa), przeznaczając na ten cel środki zebrane na ufundowanie pomnika ojca Antoniego Ostrowskiego. Potem stale (aż do zgonu) opiekowała się Zakładem fundacji Piotra Michałowskiego, którego działalność trwała niemal sto lat.

## Ostatnie lata życia
Po śmierci męża, która nastąpiła 9 czerwca 1855 roku, nie wyszła ponownie za mąż. Pełna pietyzmu dla dorobku artystycznego męża dbała o zachowanie malarskiej spuścizny Piotra Michałowskiego w posiadaniu rodziny. Nie sprzedała żadnej pracy męża mimo licznych próśb o zakup lub udostępnienie akwarel lub obrazów olejnych męża. Z tego powodu malarstwo Michałowskiego, wielce cenione za granicą, przez wiele lat było nieznane w środowisku polskim. Społeczeństwo polskie szerzej zapoznało się z nim dopiero w XX wieku. Zmarła 15 stycznia 1875 roku w Krakowie. Pochowana obok męża w grobowcu Michałowskich na cmentarzu Rakowickim w Krakowie (pas Kd przy południowym murze).